# One More Time
«One More Time» — пісня французького електронного дуету Daft Punk. Спочатку (30 листопада 2000 року) пісня була видана окремим синглом, потім увійшла до альбому Discovery (березень 2001). Композиція відмічена участю американського діджея Ентоні Мура, вокал якого пройшов суттєву обробку за допомогою процесор Auto-Tune . Офіційний відеокліп на пісню є також частиною повнометражного аніме-фільму «Інтерстелла 5555» 2003 року.
Сингл з цією піснею посів 2 місце у Великій Британії (у національному чарті синглів UK Singles Chart). У США пісня посіла 61 місце (у Гарячій сотні журналу «Білборд»).
У 2011 році журнал Rolling Stone розмістив пісню «One More Time» у виконанні групи Daft Punk на 307 сходинці свого списку «500 найкращих пісень усіх часів».
Окрім того, у 2014 році британський музичний журнал New Musical Express розмістив пісню «One More Time» у виконанні Daft Punk на 52 сходинку вже свого списку «500 найкращих пісень усіх часів» .

## Чарти і сертифікації
| Чарт (2000—2001)                          | Краща позиція |
| ----------------------------------------- | ------------- |
| Австралія (ARIA)                          | 10            |
| Австрія (Ö3 Austria Top 75)               | 7             |
| Бельгія (Ultratop Flanders)               | 6             |
| Бельгія (Ultratop Wallonia)               | 7             |
| Brazil (ABPD)                             | 28            |
| Canada (Nielsen SoundScan)                | 1             |
| Данія (Tracklisten)                       | 11            |
| Europe (Eurochart Hot 100 Singles)        | 1             |
| Фінляндія (Suomen virallinen lista)       | 8             |
| Франція (SNEP)                            | 1             |
| Німеччина (Official German Charts)        | 7             |
| Ірландія (IRMA)                           | 9             |
| Італія (FIMI)                             | 5             |
| Japan (Japan Hot 100)                     | 49            |
| Нідерланди (Dutch Top 40)                 | 11            |
| Нідерланди (Mega Single Top 100)          | 14            |
| Нова Зеландія (RIANZ)                     | 10            |
| Portugal (AFP)                            | 1             |
| Шотландія (Official Charts Company)       | 2             |
| Іспанія (PROMUSICAE)                      | 3             |
| Швеція (Sverigetopplistan)                | 26            |
| Швейцарія (Media Control AG)              | 6             |
| Велика Британія (Official Charts Company) | 2             |
| Велика Британія (UK Dance Chart)          | 1             |
| США (Billboard Hot 100)                   | 61            |
| США (Mainstream Top 40) (Billboard)       | 33            |
| США (Hot Dance Club Songs) (Billboard)    | 1             |
| US Hot Dance Singles Sales (Billboard)    | 1             |

| Чарт (2000)   | Позиція |
| ------------- | ------- |
| France (SNEP) | 42      |

| Чарт (2001)                       | Позиція |
| --------------------------------- | ------- |
| Australia (ARIA)                  | 60      |
| Australia Dance (ARIA)            | 3       |
| Austria (Ö3 Austria Top 40)       | 45      |
| Belgium (Ultratop 50 Wallonia)    | 39      |
| France (SNEP)                     | 67      |
| Germany (Official German Charts)  | 30      |
| Netherlands (Single Top 100)      | 99      |
| Switzerland (Schweizer Hitparade) | 35      |

| Регіон | Сертифікація | Продажі  |
| --- | ------------ | -------- |
| Австралія (ARIA) | Золотий      | 35 000^  |
| Бельгія (BEA) | Золотий      | 25 000*  |
| Франція (SNEP) | Золотий      | 250 000* |
| Німеччина (BVMI) | Золотий      | 250 000^ |
| Італія (FIMI) | Золотий      | 25 000   |
| Швейцарія (IFPI Switzerland) | Золотий      | 25 000^  |
| Велика Британія (BPI) | Платиновий   | 600 000  |
| *продажі, що базуються лише на сертифікаціях · ^відвантаження, що базуються лише на сертифікаціях · продажі+прослуховування, що базуються лише на сертифікаціях |              |          |